# Station Tervuren
Station Tervuren was een spoorwegstation langs lijn 160 in de Belgische gemeente Wezembeek-Oppem.

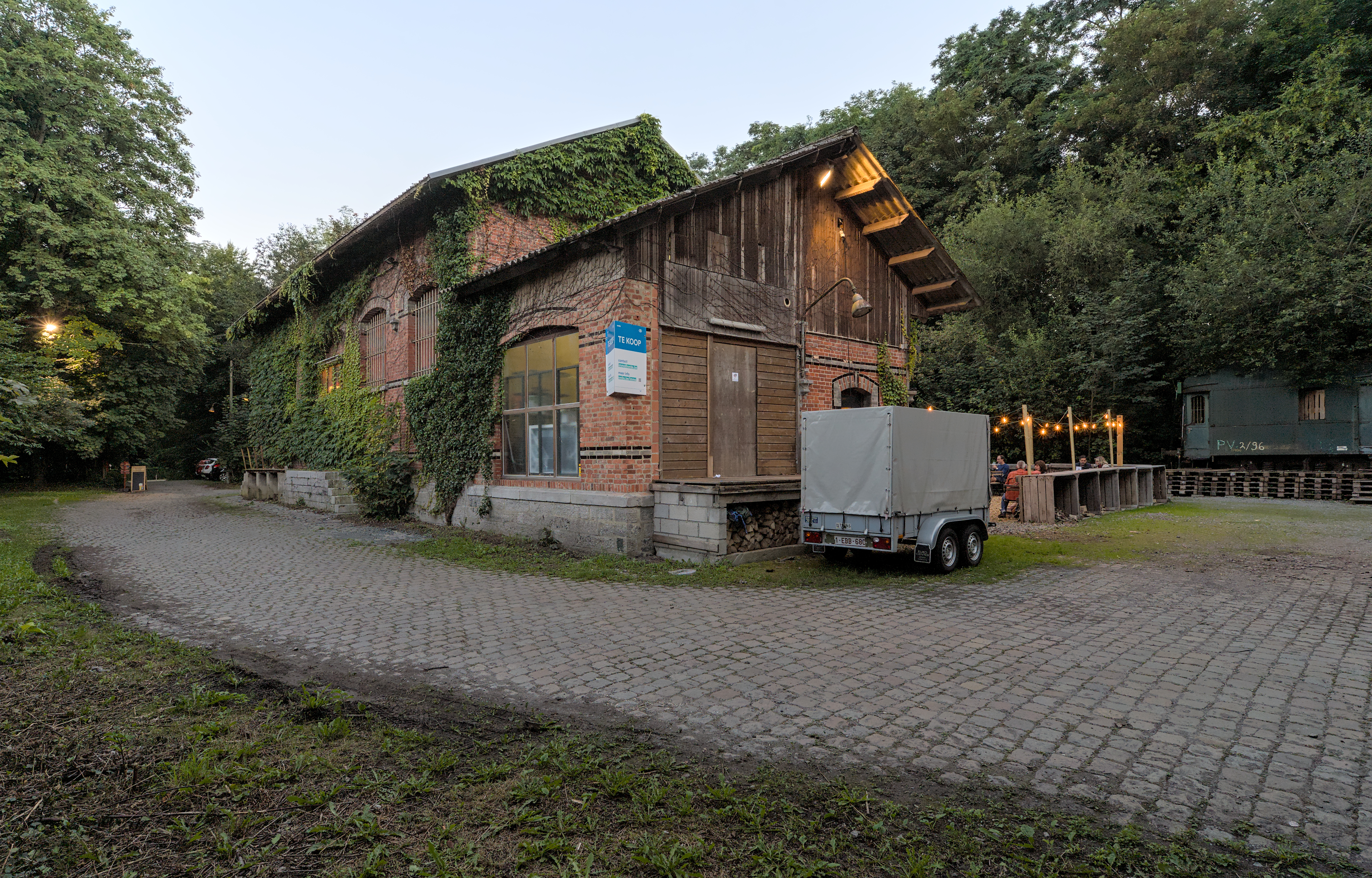
Goederenloods.

Het station werd voor personenvervoer gesloten op 31/12/1958.
Voor goederenverkeer werd het station op 01/07/1970 gesloten.
0,0: Brussel-Leopoldswijk ·
1,9: Etterbeek ·
3,0: Watermaal-Tervuren · 
3,9: Oudergem-Waversesteenweg ·
4,9: Oudergem ·
6,0: Woluwelaan ·
6,9: Woluwe ·
8,1: Kapelleveld ·
9,0: Stokkel ·
9,7/10,4: Wezembeek ·
12,5: Oppem-Sterrebeek ·
13,1: Tervuren